# ماندی (فضولی)
ماندی (ترکی آذربایجانی: Mandı) یک منطقهٔ مسکونی در جمهوری آرتساخ است که در استان هادروت واقع شده‌است.